# Ernennung Otto von Bismarcks zum preußischen Ministerpräsidenten

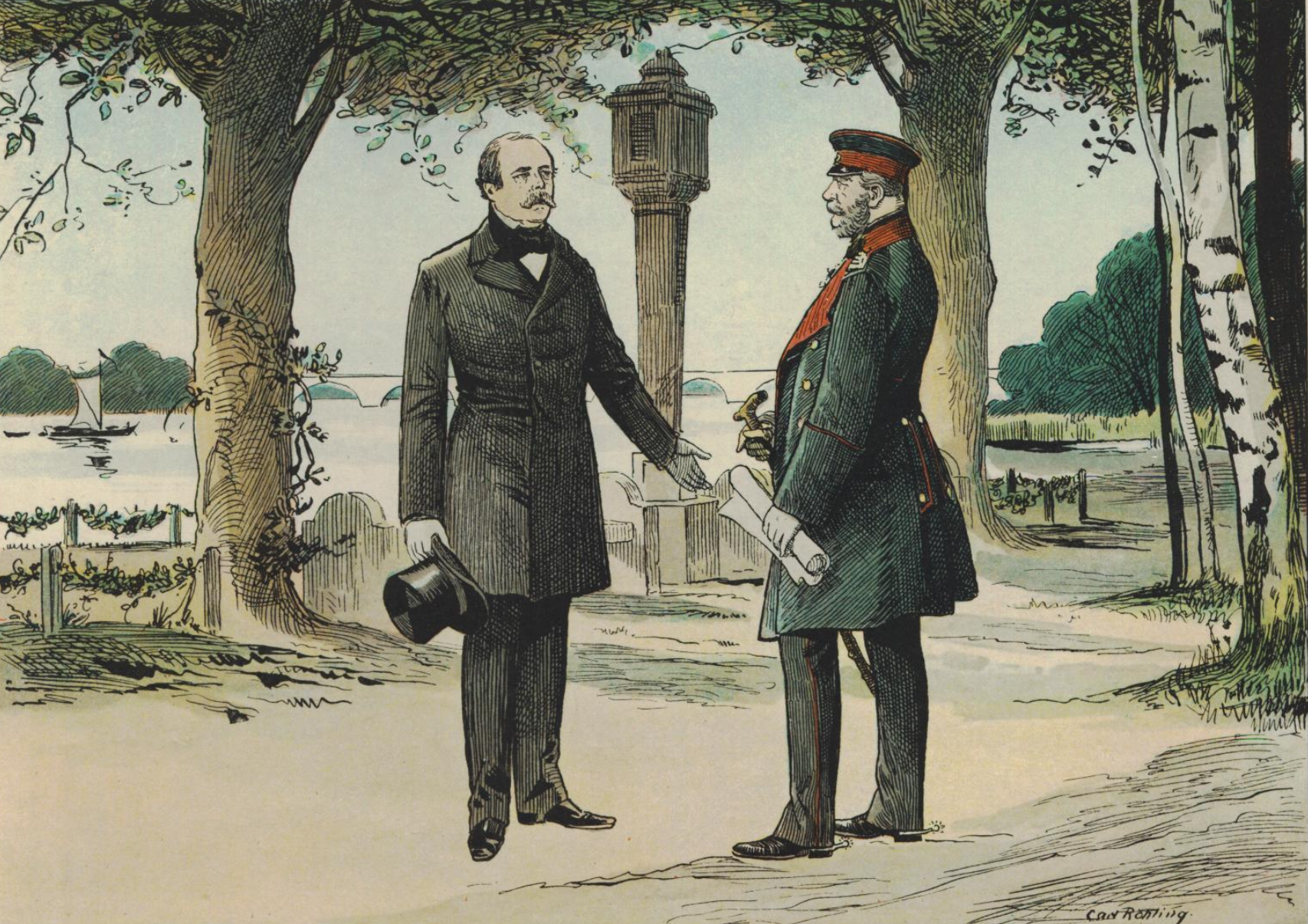
König Wilhelm I. (rechts) führt in Park Babelsberg bei Potsdam eine Unterredung mit Otto von Bismarck (links). Der Monarch hält in seiner linken Hand ein Regierungsprogramm, auf das er Bismarck verpflichten will. Im Hintergrund die Glienicker Lake mit der Glienicker Brücke. (Lithographie nach einer Zeichnung von Carl Röhling, Die Hohenzollern in Bild und Wort, Verlag von Martin Oldenbourg, Berlin 1899, S. 40.)

Die Ernennung Otto von Bismarcks zum preußischen Ministerpräsidenten sprach König Wilhelm I. am 22. oder 23. September 1862 aus. Im Zuge des sich zuspitzenden preußischen Verfassungskonflikts hatten konservative Politiker Bismarck wiederholt als preußischen Ministerpräsidenten ins Gespräch gebracht. Erst nachdem jedoch ein Einigungsversuch der preußischen Regierung mit dem Landtag am Widerstand des Königs gescheitert war und zwei Minister Rücktrittsgesuche eingereicht hatten, wurde Bismarck im Herbst 1862 nach Berlin gerufen. Da zu erwarten war, dass das preußische Abgeordnetenhaus die Finanzierung von Wilhelms Heeresreform ablehnen würde, erwog dieser, zu Gunsten von Kronprinz Friedrich Wilhelm abzudanken. In dieser Situation kam es am 22. September 1862 zu einer Unterredung zwischen Bismarck und König Wilhelm I. in Schloss und Park Babelsberg bei Potsdam. In Folge des Treffens wurde Bismarck zunächst zum Ministerpräsidenten ernannt, am 8. Oktober 1862 zusätzlich auch zum Minister der auswärtigen Angelegenheiten.
In den folgenden 28 Jahren spielte Otto von Bismarck eine zentrale Rolle in der preußischen und deutschen Politik. Er selbst prägte durch seine Memoiren, die Gedanken und Erinnerungen, bis heute den Blick auf die Umstände seiner Einsetzung: Ob es allerdings allein seine Bereitschaft war, gegen das Parlament zu regieren, die König Wilhelm I. von einer Abdankung abhielt, ist umstritten. Ebenso wird diskutiert, welchen Handlungsspielraum der König ihm am 22. September 1862 zugestand und ob Bismarck die Unterredung in Babelsberg tatsächlich dominierte. In der Forschung verbindet sich mit Bismarcks Ernennung die Frage, ob dieses Ereignis den Übergang zu einer parlamentarischen Monarchie in Preußen und Deutschland verhinderte. Historiker wie Thomas Nipperdey, Hans-Ulrich Wehler und Lothar Gall sehen hier einen entscheidenden Wendepunkt der deutschen Geschichte. Einer solchen Einschätzung widersprechen unter anderem Eberhard Kolb und Christoph Nonn.

## Zustandekommen

### Politische Rahmenbedingungen

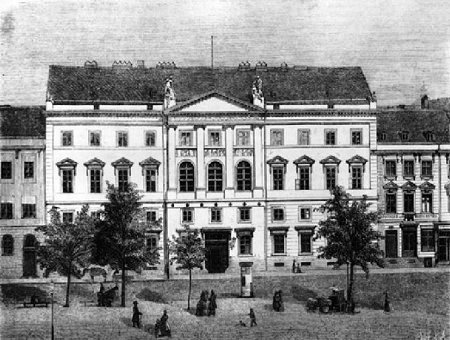
Palais Hardenberg, Sitz des preußischen Abgeordnetenhauses

Bismarcks Ernennung fiel in die Zeit des sogenannten preußischen Verfassungskonfliktes (1859–1866). Hintergrund des Streites zwischen dem König und dem Landtag war eine Reform der Armee. Der König und seine Regierung wollten das Heer vergrößern, die Wehrdienstzeit auf drei Jahre verlängern und die Landwehr abschaffen. Obwohl der Landtag die Modernisierung des Heeres grundsätzlich befürwortete, riefen bestimmte Punkte des Regierungsplanes Protest hervor. Die Mehrheit im liberal dominierten Abgeordnetenhaus fürchtete, dass die von der Regierung vorgesehene verlängerte Dienstzeit einer konservativen Indoktrinierung der Armee diene. Auch die damit verbundenen erhöhten Kosten für das Militär lehnte das Parlament ab. Der König seinerseits wollte eine nur zweijährige Dienstzeit nicht akzeptieren. Für ihn ging es darum, sich auf eine ihm gegenüber zuverlässige Armee zu stützen. Die Truppen sollten notfalls auch in einem Bürgerkrieg gegen die Opposition eingesetzt werden können.
Ein weiteres Problem bestand darin, dass die neue Heeresreform die Eigenständigkeit der Landwehr gefährdete. Dies interpretierte das Parlament als Angriff auf das Ideal der Volkswehr. Bisher hatten nämlich zu einem großen Teil bürgerliche Offiziere die Miliz angeführt. Nun sollten sie durch meist adlige Militärs der regulären Linienarmee ersetzt werden. Die Landwehr war der Regierung auch deshalb ein Ärgernis, weil sie hauptsächlich aus älteren Soldaten bestand, die keine langjährige Ausbildung absolviert hatten. Dadurch waren sie meist bereits „politisch sozialisiert“ und standen aus Sicht der preußischen Regierung im Verdacht der Unzuverlässigkeit.
Als Druckmittel gegenüber der Regierung und in Annahme einer baldigen Verständigung genehmigte das Abgeordnetenhaus nur provisorisch Gelder für die Heeresreform. Daraufhin löste Wilhelm im März 1862 das Abgeordnetenhaus auf. Die Neuwahlen vom Mai 1862 erbrachten allerdings nicht das von ihm erwünschte Ergebnis. Im Gegenteil: Die oppositionelle Fortschrittspartei sowie andere Liberale gewannen weitere Sitze hinzu. Die Gegner der Heeresreform behielten ihre klare Mehrheit. In der Folge weigerte sich das Abgeordnetenhaus nicht nur grundsätzlich, die für die Heeresreform nötigen sechs Millionen Taler im Budget zu genehmigen. Es verlangte von der Regierung darüber hinaus, die Reorganisationen der Armee zurückzunehmen, die lediglich mit den provisorisch vom Parlament bewilligten Geldern finanziert wurden.

### Widerstände gegen Bismarck in der Königsfamilie

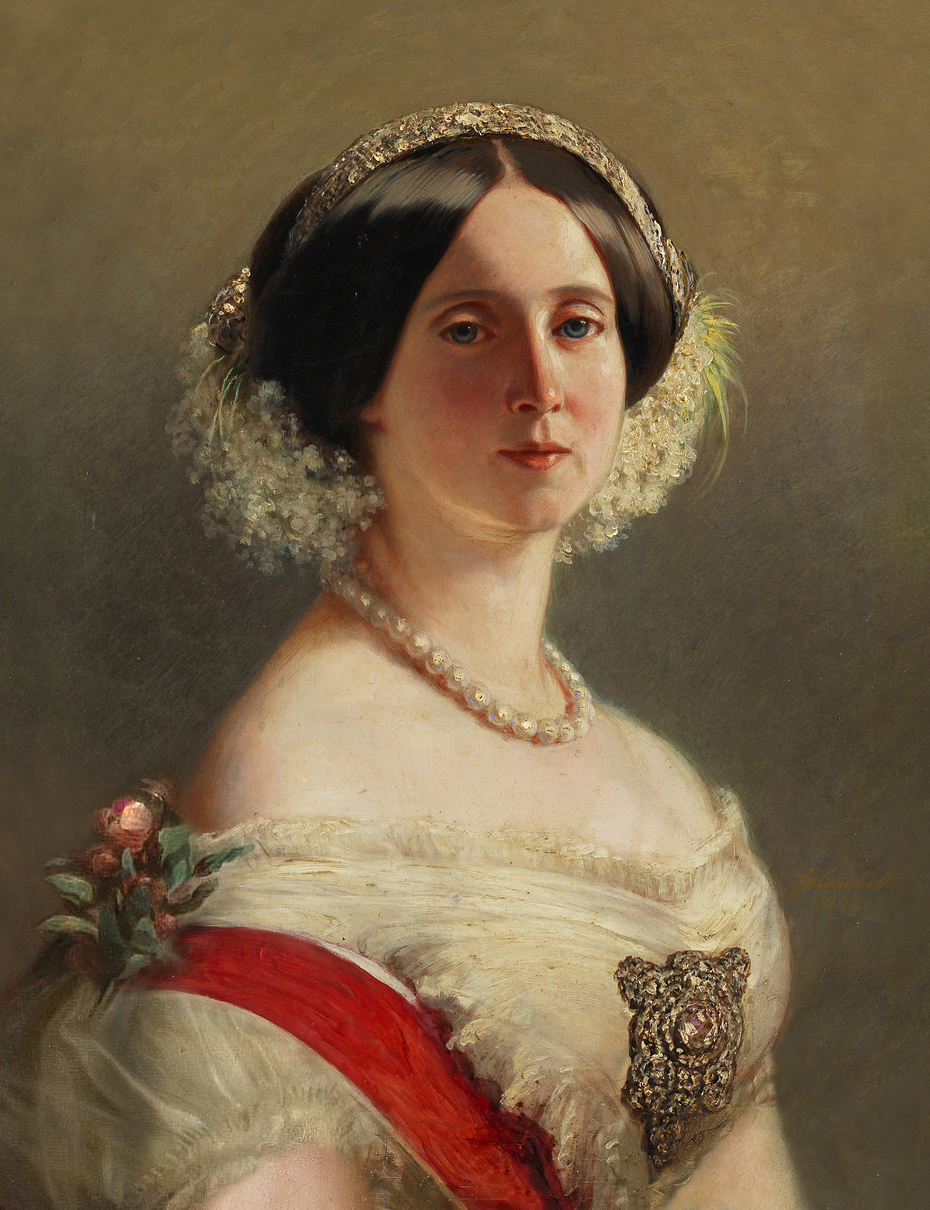
Augusta, zum Zeitpunkt des Porträts noch nicht preußische Königin, 1853, Porträt von Franz Xaver Winterhalter
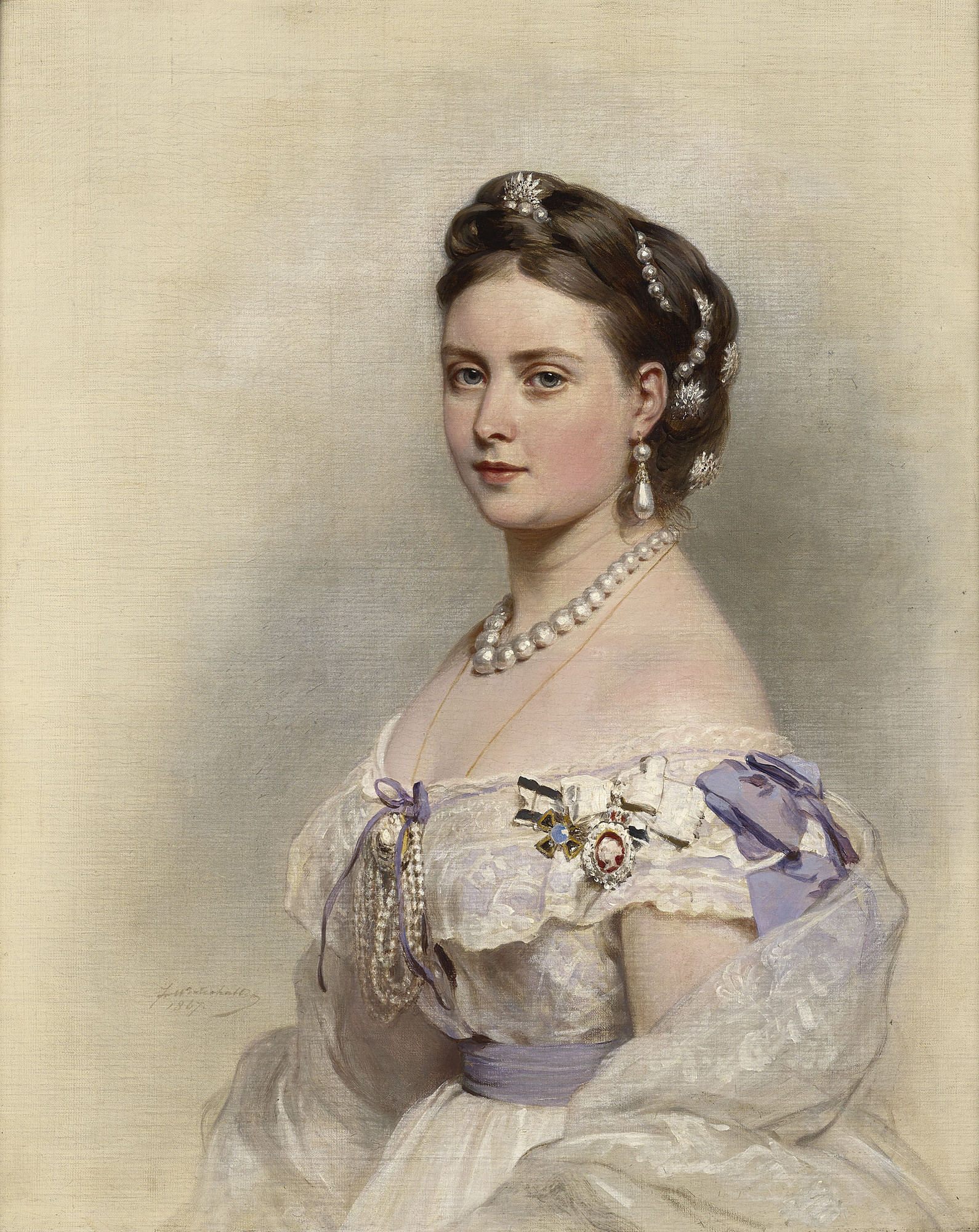
Die preußische Kronprinzessin Victoria, 1867, Gemälde von Franz Xaver Winterhalter
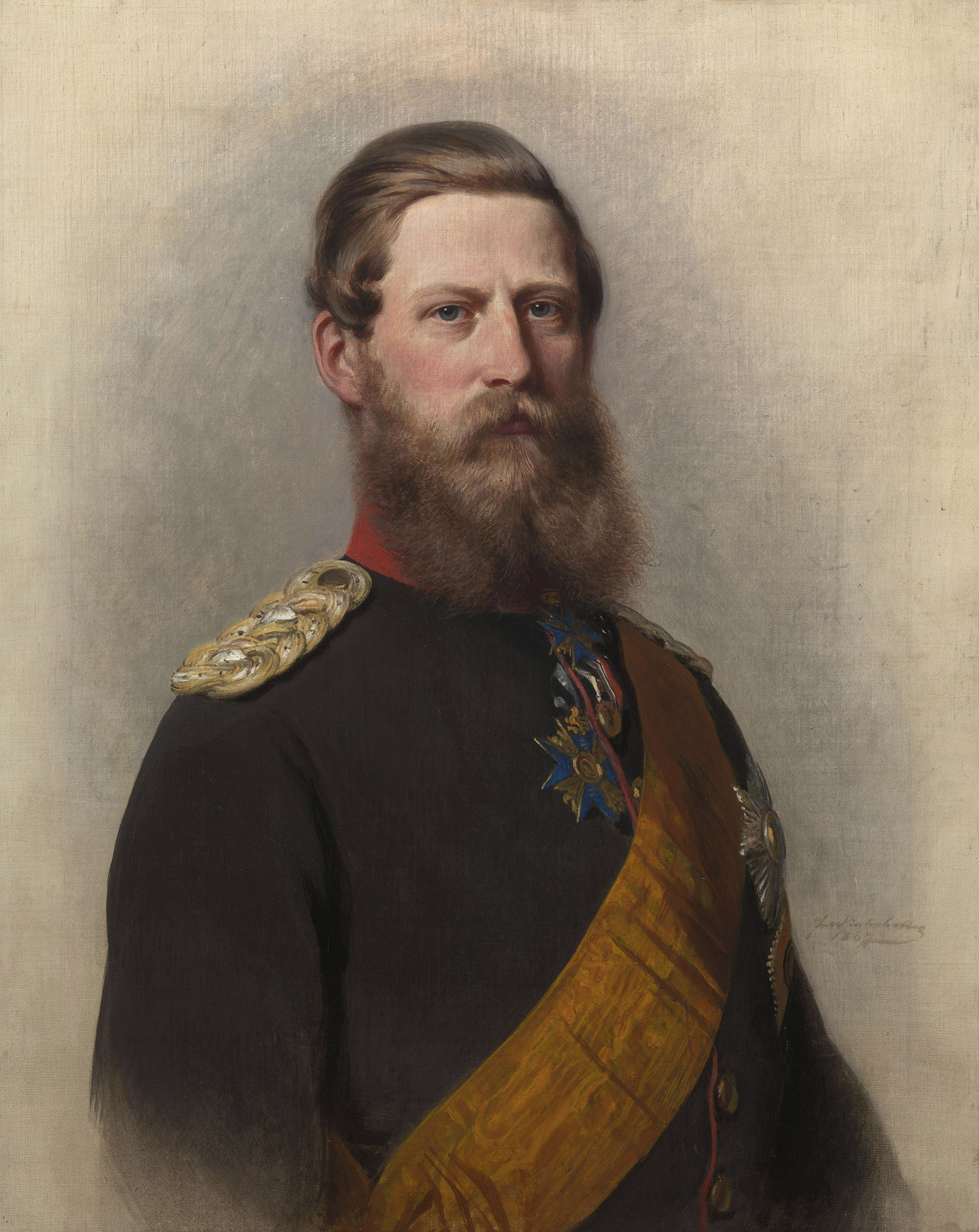
Der preußische Kronprinz Friedrich Wilhelm, 1867, Porträt von Franz Xaver Winterhalter

Die innenpolitisch angespannte Situation wirkte sich unmittelbar auf die Regierung aus. Der König hatte nämlich bereits im März 1862 seine liberal-konservativen Minister der Wochenblattpartei durch rein konservative Politiker ausgetauscht. Da er sich bei seinem Regierungsantritt auch von den Politikern der konservativen Kreuzzeitungspartei distanziert hatte, standen ihm nur noch vergleichsweise wenige erfahrene Politiker für sein Kabinett zur Verfügung. Regierungsmitglieder wie Prinz Hohenlohe brachten den preußischen Gesandten in Sankt Petersburg, Otto von Bismarck, als Ministerpräsidenten ins Gespräch. Der Diplomat reiste nun nach Berlin und stellte eine Forderung: Sollte er Regierungschef werden, müsse ihn der König auch zum Außenminister ernennen.
In der Umgebung des Königs war eine mögliche Ernennung Bismarcks umstritten, da er seit der Revolution von 1848 in dem Ruf stand, nur in extremen Situationen brauchbar zu sein. So soll König Friedrich Wilhelm IV. über ihn notiert haben: „Nur zu gebrauchen, wenn das Bajonett schrankenlos waltet.“ Vor allem durch seine Reden im Ersten Vereinigten Landtag 1847 und durch gegenrevolutionäre Aktivitäten 1848 galt er als „reaktionärer Scharfmacher“. Entsprechend groß war der Widerstand von einigen als liberal geltenden Mitgliedern der Königsfamilie. Kronprinz Friedrich Wilhelm, Kronprinzessin Victoria  und Wilhelms Gemahlin Augusta sprachen sich gegen Bismarck aus.
Der Protest der Königin Augusta hatte seinen Ursprung in einer früheren Begegnung mit Bismarck. Am 23. März 1848, kurz nach der Märzrevolution 1848, empfing sie ihn im Potsdamer Stadtschloss. Augustas Version zufolge soll Bismarck sich darum bemüht haben, sie für eine Konterrevolution gegen König Friedrich Wilhelm IV. zu gewinnen. Bismarck wollte von ihrem Gemahl einen Marschbefehl auf Berlin erteilt bekommen, womit Wilhelm den von König Friedrich Wilhelm IV. angeordneten Rückzug der Soldaten hochverräterisch konterkariert hätte. Bismarck seinerseits warf Augusta nachträglich vor, 1848 gegen Wilhelm Intrigen gesponnen zu haben: Sie hätte hochverräterisch darauf hingearbeitet, selbst die Regentschaft für ihren Sohn Friedrich Wilhelm zu übernehmen. Ihm selbst sei es nur darum gegangen, den regierenden König mit der Hilfe des Militärs vor der Revolution zu beschützen. Augusta empfand bereits Bismarcks Auftreten als Gesandter am Frankfurter Bundestag als wenig diplomatisch. Er habe bei den Preußen gegenüber freundlich gesonnenen Regierungen im Deutschen Bund stets Misstrauen erregt. Noch in einem Gespräch mit Wilhelm I. am 16. Juli 1862 versuchte Augusta ihren Gemahl eine Ernennung Bismarcks auszureden. Der König brach die Unterhaltung jedoch mit dem Hinweis ab, sich nicht für ihre politische Meinung zu interessieren.
Neben Augusta zählte Kronprinzessin Victoria zu den entschiedensten Gegnern einer Berufung Bismarcks. Schon 1859 stufte sie ihn in einem ihrer Briefe als einen „falschen und gefährlichen“ Charakter ein. Victoria äußerte die Befürchtung, dass ein Ministerpräsident Bismarck die Abkehr von einer liberalen Politik langfristig zementieren würde. Nach seiner Ernennung würde Preußen nicht mehr zu den kultivierten Staaten Europas gehören. In einem Brief an den Kronprinzen vom 14. März 1862 mahnte sie ihn, Bismarcks mögliche Einsetzung zu verhindern: „Nur um Gottes Willen den nicht zum Minister.“ Wichtige Fürsprecher Bismarcks waren dagegen der preußische Kriegsminister Albrecht von Roon und dessen Umfeld. Roon wandte sich schon am 28. Juni 1861 telegraphisch an Bismarck, um ihn in die Regierung zu holen. Zu diesem Zeitpunkt herrschte in dem Kabinett Uneinigkeit bezüglich der Zeremonie, mit der Wilhelm I. seine Königsherrschaft betonen sollte. Gegen eine traditionelle Huldigung gab es große Widerstände. Roon spekulierte daher darauf, dass Positionen in der Regierung frei werden könnten und drängte Bismarck zu einer zügigen Reise nach Berlin. Bismarck antwortete darauf jedoch ablehnend; er war mit den damaligen Bedingungen eines möglichen Kabinetteintrittes noch nicht einverstanden und hielt die Frage nach der richtigen Form der Zeremonie für unwichtig.
Das Verhältnis Wilhelms zu Bismarck in den Jahren vor der Ernennung war ambivalent. Zum einen fanden Bismarcks außenpolitische Zielsetzungen im Deutschen Bund die Zustimmung des Monarchen. Insbesondere Bismarcks anti-österreichische Haltung als Bundestagsgesandter in Frankfurt am Main (ab 1851) wurde von Wilhelm – zu dieser Zeit noch kein regierender Monarch – begrüßt. Er schrieb Augusta am 9. Mai 1859, dass Bismarcks „Position als Preuße [...] ganz korrekt [sei]; er [...] aber angefeindet [werde], weil er sich nicht blindlings dem Öst[erreichischen] Willen unterw[erfe]“. Zum anderen hatte Wilhelm aber eine Abneigung gegenüber Bismarck erkennen lassen. Im Jahr 1860 äußerte er, dass ihm ein Politiker, der „das Ministerium übernimmt [und] der alles auf den Kopf stellen wird“, missfalle. Am 22. Mai 1862 ernannte er Bismarck daher statt zum Ministerpräsidenten zum Gesandten in Paris. Der König teilte ihm aber mit, er halte sich die Option offen, ihn womöglich schon in naher Zukunft nach Berlin zurückzuholen.

### Einigungsversuch zwischen Regierung und Parlament

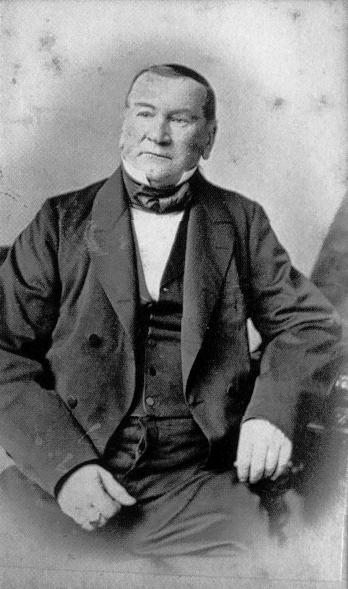
Finanzminister August von der Heydt

Zu der neu gebildeten preußischen Regierung gehörte mittlerweile August von der Heydt als preußischer Finanzminister. Er bemühte sich um einen Kompromiss mit dem Landtag, der sich im Sommer 1862 zunehmend gesprächsbereit zeigte. Da die bisherige Taktik einer Verweigerung des Budgets den König zu keinen Zugeständnissen bewegen konnte, waren viele Abgeordnete inzwischen bereit, die Heeresreform im Wesentlichen anzunehmen. Nur an dem Punkt einer zwei- statt dreijährigen Wehrdienstzeit hielt der Landtag fest. Während einer Regierungssitzung am 6. September 1862 erklärten sich sowohl Heydt als auch Kriegsminister Albrecht von Roon damit einverstanden.
Wilhelm I. wollte dem Landtag dennoch nicht entgegenkommen. Während einer Kronratssitzung am 17. September 1862 lehnte er die zweijährige Wehrdienstzeit endgültig ab. Der Monarch verwies auf die sogenannte Lückentheorie: Demnach könne die Regierung auf Basis des zuletzt bewilligten Budgets per Dekret weiterhin Steuern erheben und die Heeresreform beschließen, weil die preußische Verfassung keine Regelung für den Fall einer Uneinigkeit zwischen Parlament und Monarchen vorsah. Mitglieder der Regierung, darunter Heydt, schreckten vor einem solchen Vorgehen zurück und reichten zwei Tage später Rücktrittsgesuche ein. Angesichts dessen und der zu erwartenden parlamentarischen Zurückweisung der Heeresreform brachte Wilhelm I. erneut seine Abdankung ins Spiel. Bereits im April 1862 hatte er immer wieder mit der Möglichkeit eines Thronverzichts gedroht. Noch am Abend des 17. Septembers 1862 entwarf er ein entsprechendes Dokument. Der Streit war nämlich inzwischen so weit eskaliert, dass es nicht mehr um militärpolitische Details ging, sondern um die Durchsetzung der parlamentarischen Kontrolle über die Grundsätze der Armeeorganisation. Dieses Recht betrachteten der König und die Armee als extrakonstitutionelles Reservat der Krone, das sie sich auf keinen Fall nehmen lassen wollten. In dieser Situation riet das konservative Umfeld des Königs zu einem Staatsstreich gegen das Parlament. Die liberaleren Kräfte empfahlen dem Monarchen dagegen ein Nachgeben. Dem König standen noch zwei Alternativen zu Bismarck zur Verfügung: Robert von der Goltz und Edwin von Manteuffel. Während Ersterer wohl eine Kompromisslösung mit dem Parlament angestrebt hätte, hätte es der andere bevorzugt, gegen das Parlament militärisch zu putschen. Als Fürsprecher Bismarcks trat der preußische Kriegsminister Albrecht von Roon in Erscheinung.

### Bismarck als Ministerpräsidentkandidat

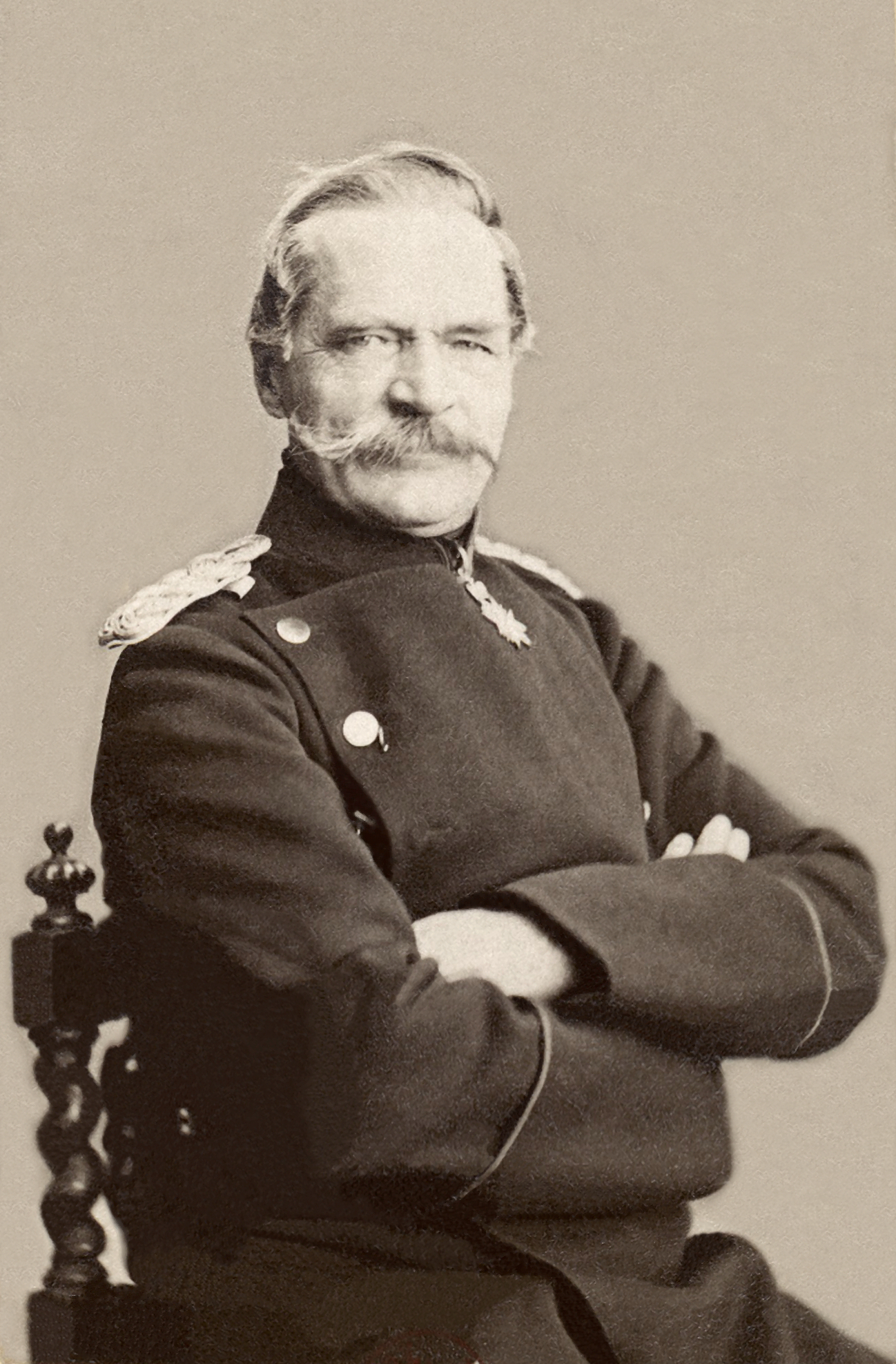
Kriegsminister Albrecht von Roon

Noch am 7. September 1862 sprach sich der König aber dagegen aus, weil Bismarck eine Allianz Preußens mit Frankreich anstrebe. Erst am 16. September 1862 gab er schließlich Roon nach und befahl Außenminister Albrecht von Bernstorff, Bismarck telegrafisch nach Berlin zu beordern.
Zwei Tage später, am 18. September 1862, erhielt Bismarck in Frankreich ein Telegramm Roons: „Periculum in mora. Dépêchez-vous“ („Gefahr in Verzug. Beeilen Sie sich“). Dies wird von der Forschung unterschiedlich bewertet. Katharine Lerman zufolge wollte Roon darauf aufmerksam machen, dass der König – sollte Bismarck nicht möglichst schnell in Berlin erscheinen – sich wieder von ihm politisch distanzieren könnte. Bismarck selbst interpretierte es in seinen Memoiren in dem Sinne, er sei als Retter der Monarchie zurückbeordert worden. Dieser Einschätzung folgt auch Lothar Gall. Er glaubt, Roons Worte hätten sich auf die im Raum stehende Abdankung Wilhelms bezogen, denn dann bestand die Möglichkeit einer Thronbesteigung des kompromissbereiten Kronprinzen Friedrich Wilhelm. Ihn hatte der König bereits aus Thüringen zu sich gerufen. Friedrich Wilhelm erklärte sich jedoch unter den bestehenden Verhältnissen des Verfassungskonfliktes nicht mit einer Herrschaftsübernahme einverstanden. Er argumentierte, dass eine Abdankung Wilhelms dem Ansehen der ganzen preußischen Monarchie schaden würde. Am 19. September 1862 versicherte Wilhelm dem Kronprinzen, er beabsichtige nicht, Bismarck in ein Ministeramt zu berufen. Er selbst hege gegen den preußischen Botschafter in Paris einen „geheimen Widerwillen“. Mit der berühmten rechtslateinischen Phrase „Periculum in mora“ hatte sich Roon schon im Sommer 1861 an Bismarck gewandt. Anders als damals folgte Bismarck diesmal jedoch Roons Anweisung.
Er reiste mit dem Schnellzug aus Paris an. Nach einer 25 Stunden dauernden Fahrt erreichte er am 20. September Berlin. Noch am selben Tag traf er auf den Kronprinzen. Friedrich Wilhelm wollte in Erfahrung bringen, ob und mit welchen Zielen Bismarck vorhatte, in das Staatsministerium einzutreten. Der Anwärter auf das Ministerpräsidentenamt versuchte jedoch, ein langes und ins Detail gehendes Gespräch zu vermeiden. Friedrich Wilhelm äußerte, dass er die Heeresreform zwar durchaus befürworte, allerdings dürfe sie nur in einer Zusammenarbeit mit dem Parlament geschehen. Bismarck erwiderte darauf, sich zu diesem Thema nicht vor einer Unterredung mit dem König äußern zu wollen. Als Wilhelm I. von der Audienz erfuhr, verdächtigte er Bismarck, nur gekommen zu sein, um seinem Sohn zu dienen. Am 21. September teilte Roon Wilhelm in Schloss Babelsberg, einem königlichen Landsitz bei Potsdam, mit, dass das Parlament vermutlich die Gelder für die Heeresreform verweigern wird. Zur Sprache kamen auch die beim König eingetroffenen Rücktrittsgesuche des damaligen preußischen Ministerpräsidenten, des Finanzministers und des Außenministers. Roon empfahl dem König daher Bismarck zu berufen und zu empfangen. Am darauffolgenden Tag wurde Bismarck zum König befohlen, der ihn ebenfalls in Schloss Babelsberg erwartete. Augusta konnte derweil nicht auf Wilhelms Entscheidung einwirken. Sie hielt sich zur Kur in Baden-Baden auf.

## Audienz in Babelsberg und Ernennung

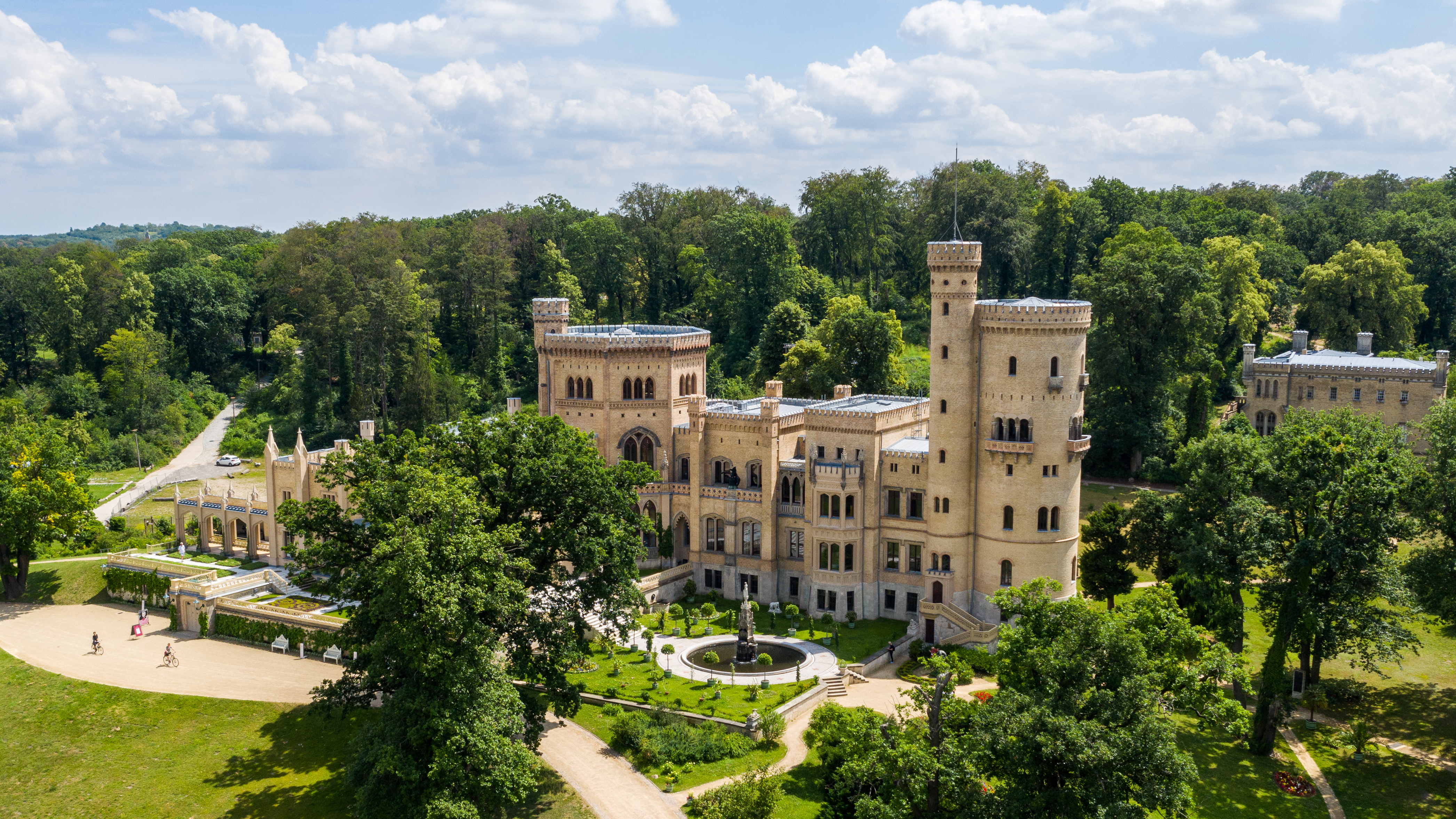
Schloss Babelsberg, historischer Schauplatz der Audienz am 22. September 1862

### Ablauf
Zu Bismarcks Audienz beim König existiert nach Meinung von Ilja Mieck nur eine einzige detaillierte Überlieferung: Bismarcks Memoiren. Dieser Ansicht widerspricht Jan Markert. Er zählt auch einen Brief Wilhelms an Augusta vom 23. September 1862 und ein erhaltenes Regierungsprogramm zu den Quellen über die Audienz.
In seinen Gedanken und Erinnerungen beschreibt Bismarck das Gespräch wie folgt: Zunächst habe Wilhelm I. Bismarck über seinen Abdankungsplan in Kenntnis gesetzt. Ohne Minister, die ihm geeignet erschienen, könne er nicht weiter regieren. Bismarck habe dazu jedoch nicht Stellung genommen. Stattdessen sei er gleich auf seine Bereitschaft zu sprechen gekommen, die preußische Regierung zu leiten. Weitere Rücktritte von Ministern würden für ihn keinen Hinderungsgrund darstellen. Der König habe daraufhin gefragt, ob Bismarck gewillt sei, sowohl die Heeresreform zu unterstützen als auch gegen Mehrheitsbeschlüsse des Landtages zu regieren. Bismarck habe beides bejaht, und der König habe anschließend erklärt, nicht mehr abdanken zu wollen. Hiernach hätten sich Wilhelm und Bismarck auf einen Spaziergang im Park Babelsberg begeben. Bei der Gelegenheit soll der König versucht haben, ihn auf ein Regierungsprogramm zu verpflichten. Bismarck sei es allerdings gelungen, den Monarchen davon abzubringen. Der König selbst habe sein Regierungsprogramm eigenhändig in Stücke gerissen. Als er es von einer Brücke habe hinunterwerfen wollen, habe Bismarck ihn ermahnt, das Dokument besser zu verbrennen, um es nicht in „unrechte Hände“ geraten zu lassen. Bismarck soll dem König auch erklärt haben, eine Parlamentsherrschaft notfalls „auch durch eine Periode der Diktatur abwenden“ zu wollen.
In dem Brief an Augusta vom 23. September 1862 schilderte Wilhelm, dass er mit Bismarck ausführlich über dessen künftig einzuschlagenden Kurs gegen das Abgeordnetenhaus gesprochen habe. An dem Vorrang der historisch älteren Monarchie vor dem Landtag sollte Bismarck keinen Zweifel aufkommen lassen. Die Wahl von Bismarck begründete Wilhelm unter anderem mit dem Bedarf nach „einer festen und geschäftskundigen Hand [...], um die Minister Liste zu füllen“. Das undatierte erhaltene Regierungsprogramm forderte ein „Regieren ohne Budget“, eine zu keinen Zugeständnissen bereite Haltung in der Heeresreform und ein Verbleiben im bestehenden konservativ-konstitutionellen System Preußens.

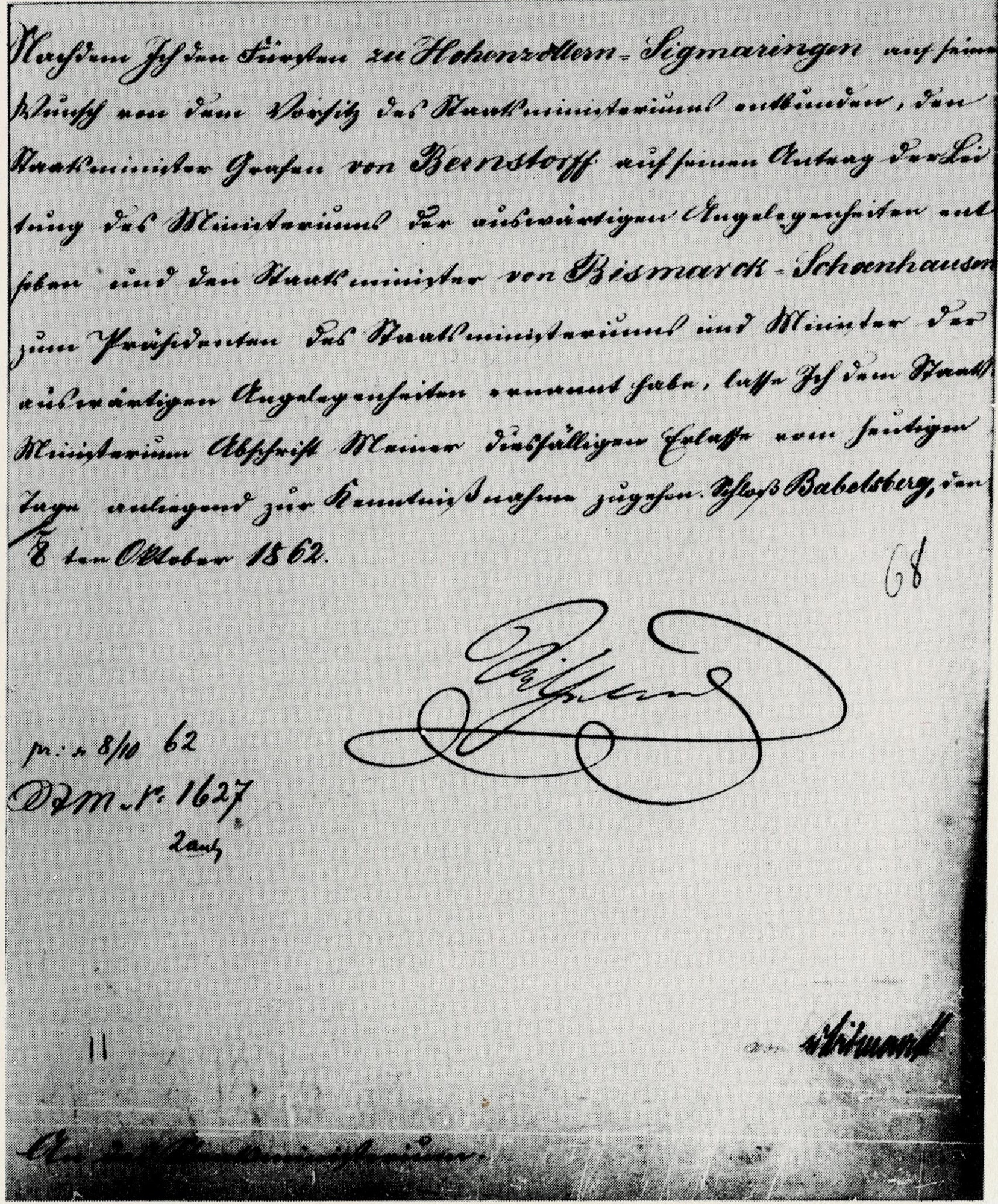
Erlass König Wilhelms I., in dem Otto von Bismarck auch formal als preußischer Ministerpräsident bestätigt und zusätzlich zum Minister für auswärtige Angelegenheiten ernannt wurde, vollzogen im Schloss Babelsberg am 8. Oktober 1862

Die Audienz war für Bismarck ein Erfolg. Laut Eberhard Kolb ernannte Wilhelm I. ihn am nächsten Tag, dem 23. September 1862, interimistisch, das heißt zum vorläufigen preußischen Ministerpräsidenten. Andere Autoren wie Heinrich August Winkler meinen dagegen, Bismarck sei noch am Tag der Unterredung, dem 22. September 1862, in dieses Amt gekommen. Der neue Ministerpräsident forderte auch weiterhin das Amt für auswärtige Angelegenheiten für sich. Der König ließ diesbezüglich jedoch zunächst noch nach Alternativen zu Bismarck Ausschau halten. Am 8. Oktober 1862 entschied er sich schließlich doch für Bismarck als Außenminister und bestätigte ihn auch formal in dem Amt als Ministerpräsident.

### Zuverlässigkeit von Bismarcks Schilderung

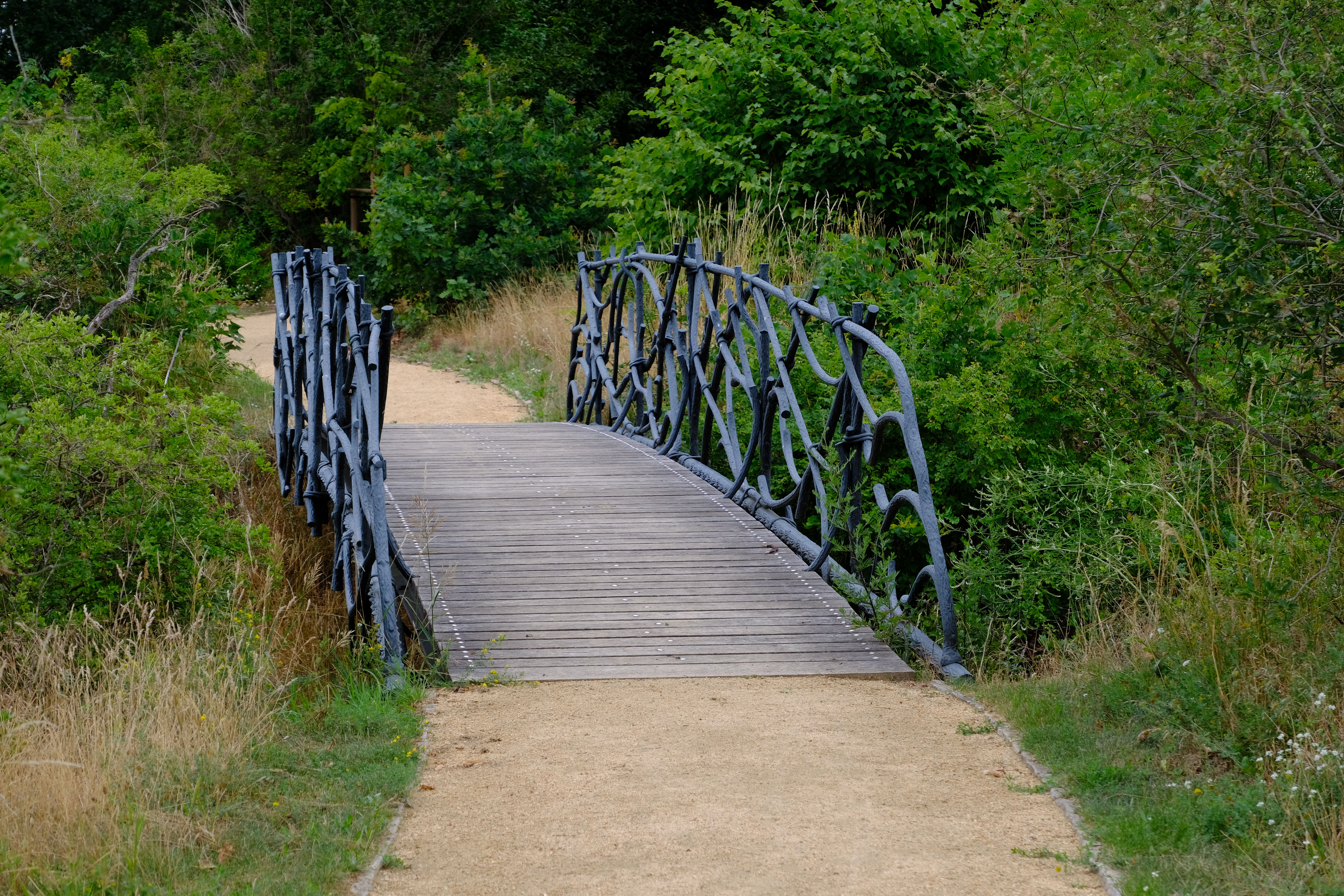
Auf der Bismarck-Brücke im Park Babelsberg soll König Wilhelm I. auf Anraten Bismarcks sein Regierungsprogramm zerrissen haben.

Wie zuverlässig die Darstellung der Audienz in den Gedanken und Erinnerungen wiedergegeben ist, gilt in der Forschung als umstritten. Bismarcks Version des Ereignisses entstand erst einige Jahre nach der Begegnung. Christian Jansen vermutet daher, dass der Bericht wesentlich von der Absicht geprägt ist, sich selbst als „Retter der Monarchie“ zu idealisieren. Auch Günter Richter stuft die Schilderung als „mehr literarisch als dokumentarisch“ ein. Bismarck habe darin den Eindruck eines „theatralischen Auftritts“ erwecken wollen und sich selbst in der „Bravourrolle“ gesehen. Lothar Gall hält Bismarcks Schilderungen dagegen für „im Kern richtig“. Bismarck habe versucht, sich dem König gegenüber als ein loyaler Getreuer zu präsentieren, der dem Monarchen bedingungslos im Kampf gegen das Parlament beistehe. Robert-Tarek Fischer wiederum meint, dass die Schilderung in den Gedanken und Erinnerungen ein allzu dominierendes Bild von Bismarck zeichnet: Bismarck habe die Interpretation verbreiten wollen, allein für den Verbleib Wilhelms I. auf dem Königsthron verantwortlich zu sein und suggeriert, das königliche Regierungsprogramm verworfen zu haben. Überhaupt habe er nach eigener Darstellung das ganze Gespräch maßgeblich geprägt und den Monarchen belehren können. Richter bezeichnet es als wenig glaubwürdigen „respektlosen“ Vorgang, dass Bismarck das Regierungsprogramm des Königs angeblich als „Elaborat“ habe kritisieren können.

### Beziehung zwischen Wilhelm und Bismarck
Unklarheit besteht in der Frage, welchen Handlungsspielraum Bismarck in der Audienz für seine Ministerpräsidentschaft erringen konnte. Laut Lothar Gall sei entscheidend, „dass es Bismarck in Babelsberg gelang, sich eine Art Blankovollmacht zu verschaffen“. Er habe in der Folge eine größere Gestaltungsfreiheit gehabt als viele seiner Vorgänger im Ministerpräsidentenamt. Dieser Argumentation schloss sich auch Thomas Nipperdey an. Bismarck habe es in dem Gespräch rhetorisch geschickt verstanden, sich eine von der Militär- oder Hofpartei unabhängige Machtposition zu verschaffen. Dies sei ihm gelungen, indem er dem König vorbehaltlos seine Loyalität in Aussicht stellte. Da sein ganzes Handeln ohnehin nur der Stärkung des Königtums diene, wäre ein Regierungsprogramm hinfällig. Fischer sieht Bismarck in einer Wilhelm gegenüber deutlich schwächeren Position: Wilhelms Abdankungsdrohung sei ein Druckmittel gewesen, mit dem er Bismarck zu politischer Loyalität verpflichtete. Schließlich hätten Bismarcks Chancen unter einer Herrschaft Friedrich Wilhelms schlecht gestanden, einen Platz im Staatsministerium zu erhalten. Der König habe ihn so in das „enge Korsett einer Totalkonfrontation mit dem Parlament gezwängt“. Auch Markert resümiert, dass der König Bismarck bei seiner Ernennung noch keinen nennenswerten Handlungsspielraum einräumte. Um seine These zu untermauern, nennt Markert einen Bericht des ungarischen Adligen Arthur von Seherr-Thoß. Darin äußert dieser, dass Bismarck ihm 1866 erzählt habe, das „volle Vertrauen [des Königs] nur gew[o]nnen [zu haben], indem [er] zeigte, daß [er] vor der Kammer nicht zurückschreckte, um die Armee-Reorganisation durchzuführen“. Laut Markert habe Wilhelm Bismarck erst nach dem Deutsch-Dänischen Krieg 1864 eine eigenständigere Rolle zugestanden.
Laut Heinrich August Winkler ging es Bismarck in dem Gespräch primär darum, den König „auf eine Politik der Konfrontation mit dem Parlament einzuschwören“. Dies habe Bismarck in den Gedanken und Erinnerungen so auch wiedergegeben: Der Konflikt handle von der Entscheidung zwischen „Königlichem Regiment oder Parlamentsherrschaft“. Eine Verständigung Bismarcks mit dem Abgeordnetenhaus sei unter diesen Bedingungen zunächst vollkommen ausgeschlossen gewesen. Bismarcks Worte interpretiert Wolfgang Neugebauer vor dem Hintergrund der Biographie Wilhelms I. Der Monarch war als zweitgeborener Sohn Friedrich Wilhelms III. ursprünglich nicht für den Thron vorgesehen und hatte daher in der preußischen Armee wichtige Positionen eingenommen. Neugebauer hält es daher für plausibel, dass Bismarck sich diesen Umstand zunutze machte. Mit der Formulierung notfalls lieber gemeinsam „unterzugehen“ als vor dem Parlament nachzugeben, habe Bismarck Wilhelm „bei seiner militärischen Dienstauffassung [gepackt]“. Der Bismarck-Biograf und DDR-Historiker Ernst Engelberg hält es für schwierig zu bemessen, „wo bei den Gesprächspartnern das echte Gefühl aufhörte und die wohlberechnete Schauspielerei begann“. Wilhelms Äußerung notfalls abzudanken, sollte kein Minister bereit sein, ein budgetloses Regiment mitzutragen, sei effektvoll vorgetragen. „Wohlweislich“ habe der König seine Abdankungsurkunde nicht unterschrieben, sondern diese gegenüber Bismarck eher mahnend eingesetzt. Trotzdem sei es diesem gelungen, Kontrolle über den Monarchen zu gewinnen. Bismarck habe dies erreicht, indem er bei der Audienz vorgab, ausschließlich an einer Stärkung der Krone interessiert zu sein. Die innenpolitischen Mittel, die er dafür einsetzen wollte, habe er dem König bewusst noch verschwiegen, ebenso wie seine der legitimistischen Auffassung Wilhelms widersprechenden außenpolitischen Zielsetzungen im Deutschen Bund.

## Folgen

### Reaktionen der Öffentlichkeit und des Kronprinzen

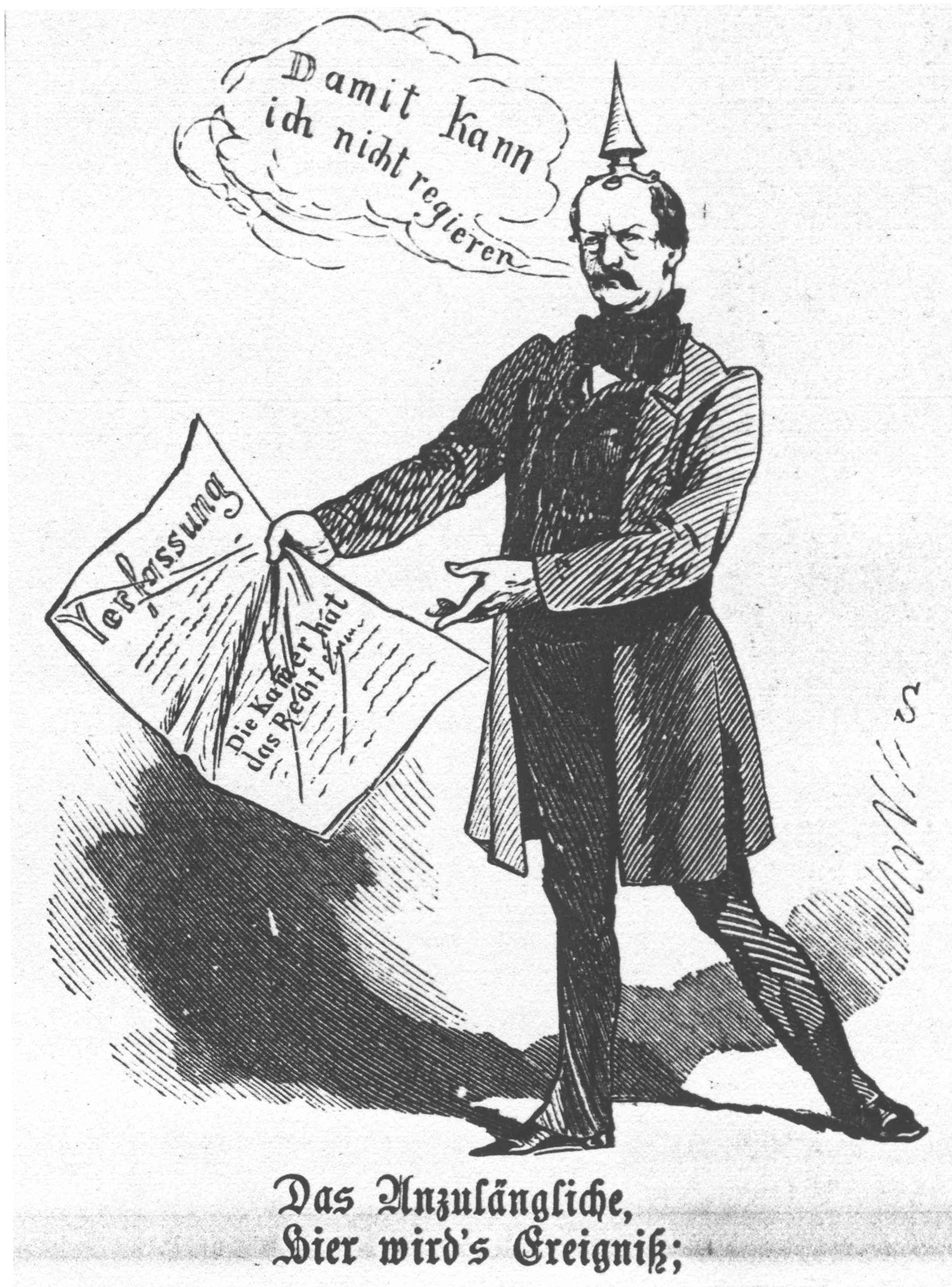
Karikatur des Kladderadatsch vom Dezember 1862 gegen Bismarcks verfassungswidrigen Kurs

Die Ernennung Bismarcks zum preußischen Ministerpräsidenten erregte in der politischen Öffentlichkeit großes Aufsehen. Besonders die Liberalen zeigten sich empört und kritisierten in den Zeitungen die Entscheidung des Königs scharf. Das hatte vor allem zwei Gründe. Erstens war das politische Klima durch den Verfassungskonflikt weiterhin angespannt. Zweitens galt Bismarck noch immer als ultrakonservativer Royalist, da er seit 1850 politisch nicht mehr öffentlich in Erscheinung getreten war. Zu den schärfsten Kritikern Bismarcks gehörte der Publizist August Ludwig von Rochau. Er schrieb in der Wochenschrift des Nationalvereins über die Ernennung Bismarcks:

„Mit der Verwendung dieses Mannes ist der schärfste und letzte Bolzen der Reaktion von Gottes Gnaden verschossen […] Wenn er auch manches gelernt und verlernt haben mag, ein vollgültiger Staatsmann ist er keinesfalls, sondern nur ein Abenteurer von allergewöhnlichstem Schnitt, dem es lediglich um den nächsten Tag zu tun ist.“

Auch Max von Forckenbeck, ein Abgeordneter der liberalen Fortschrittspartei, kommentierte am 24. September die Ernennung ablehnend. Bei einem Kabinett Bismarck prognostizierte er „Regieren ohne Etat, Säbelregiment im Innern, Krieg nach außen. Ich halte ihn für den gefährlichsten Minister für Preußens Freiheit und Glück“. Karl Marx spottete in seinem Londoner Exil, jetzt würden die Fortschrittler den Regierungschef bekommen, den sie sich insgeheim wünschten: „Sie schwärmten für den ‚Fortschrittsmann‘ Louis Bonaparte. Sie sehn jetzt, was ein ‚bonapartistisches‘ Ministerium in Preußen meint.“ Die meisten zeitgenössischen Zeitungen erwarteten eine nur wenige Wochen währende Ministerpräsidentschaft Bismarcks. Die Liberalen im preußischen Abgeordnetenhaus gingen davon aus, dass hinter Bismarcks Berufung zum Ministerpräsidenten eigentlich eine Intrige Manteuffels steckte. Dieser wolle das Parlament zu radikalen Maßnahmen provozieren, um dann dem König einen Vorwand dafür zu geben, das Kriegsrecht auszurufen. Anschließend könne nach dem Vorbild des Staatsstreiches 1851 in Frankreich eine monarchische Militärdiktatur begründet werden. Nach Einschätzung des Historikers Jonathan Steinberg sei ein solches Szenario in Preußen jedoch eigentlich höchst unwahrscheinlich gewesen. Viele Gebildete hätten zu Unrecht eine bevorstehende Revolution erwartet und Bismarck mit dem französischen Premierminister Jules de Polignac verglichen, welcher mit seiner königstreuen Politik die sogenannte Julirevolution von 1830 mitverursachte. Bismarcks Ernennung wurde in Preußen lediglich von der Kreuzzeitungspartei und einer konservativen Minderheit im Militär und der Verwaltung offen begrüßt.
Kronprinz Friedrich Wilhelm vermied zunächst eine öffentliche Positionierung gegenüber dem neuen Ministerpräsidenten. Er erwartete einerseits zwar, dass Bismarcks Image die Konfrontation mit dem Parlament noch weiter eskalieren lassen würde, fürchtete andererseits aber seinen Vater mit einer weiteren Stellungnahme nicht besänftigen zu können. Friedrich Wilhelm verreiste daher für zwei Monate und hielt sich unter anderem in Frankreich und Italien auf. Obgleich er nach seiner Rückkehr bei Ministerratssitzungen präsent war, äußerte er sich nicht mehr zu politischen Fragen. Dies änderte sich im Sommer 1863 in Folge von Bismarcks repressiver Pressepolitik. Friedrich Wilhelm erklärte in Danzig bei einer Rede den Kurs der Regierung zu missbilligen.

### Regierungsumbildung

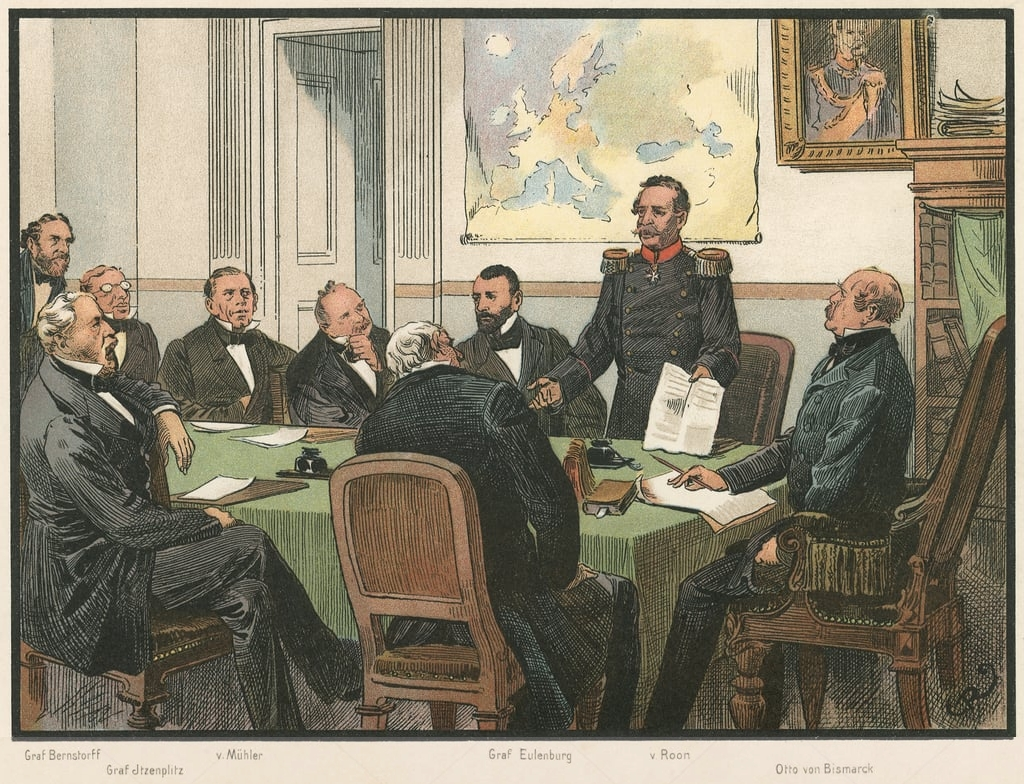
Das Kabinett Bismarcks von 1862, Farbdruck von Carl Röhling, Berlin 1897

Üblicherweise zog die Ernennung eines neuen preußischen Ministerpräsidenten keine Regierungsumbildung nach sich. Bei Bismarcks Berufung verhielt es sich anders, da Finanzminister August von der Heydt zurückgetreten war. Der preußische Innenminister Gustav von Jagow wollte zwar zunächst in dem von Bismarck geführten Kabinett bleiben, lehnte aber dessen repressiven Kurs gegenüber der Beamtenschaft ab. Auch er verließ schließlich seinen Ministerposten. Aufgrund der für Bismarck ungünstigen öffentlichen Resonanz erwies es sich als schwierig, die Ämter neu zu besetzen. Viele Kandidaten schreckten davor zurück, in einen offenen Konflikt mit dem Parlament zu treten. An die Stelle von Jagow wurde im Dezember 1862 dann Friedrich zu Eulenburg als Innenminister eingesetzt. Heinrich Friedrich von Itzenplitz, zuvor Landwirtschaftsminister, wurde neuer Finanzminister. Werner von Selchow folgte Itzenplitz als Landwirtschaftsminister nach. Kriegsminister Albrecht von Roon, Kultusminister Heinrich von Mühler und Justizminister Leopold zur Lippe-Biesterfeld-Weißenfeld blieben unverändert in ihren Ämtern.

### Innenpolitischer Ausblick
Zu Beginn seiner Ministerpräsidentschaft steuerte Bismarck zunächst eine Kompromisslösung mit dem Parlament an. Er sprach mit den führenden liberalen Abgeordneten und bemühte sich, sie von einer außenpolitischen Notwendigkeit der Heeresreform zu überzeugen. Bismarck argumentierte, dass eine handlungsfähige Politik Preußens im Deutschen Bund nur durch ein Ende des innenpolitischen Streites möglich werde. Die ohne Wissen des Königs geführten Gespräche zeigten keinen Erfolg. Am 30. September 1862 warb Bismarck in einer Rede vor der Budgetkommission erneut um das Abgeordnetenhaus. Er brachte die Heeresreform in Verbindung mit möglichen nationalen Perspektiven. Der Ministerpräsident griff damit eine von vielen Liberalen vertretene Annahme auf. Demnach war 1848/1849 die Bildung eines deutschen Nationalstaates hauptsächlich an der militärischen Machtlosigkeit der Frankfurter Nationalversammlung gescheitert. Bismarcks antiliberale und kriegerische Formulierung „nicht durch Reden und Majoritätsbeschlüsse werden die großen Fragen der Zeit entschieden […], sondern durch Eisen und Blut“ verschärfte jedoch letztlich die innenpolitische Auseinandersetzung.
Aufgrund des negativen öffentlichen Echos auf die Rede soll – wie Bismarck in seinen „Gedanken und Erinnerungen“ drei Jahrzehnte später behaupten sollte – der preußische König Wilhelm I. darüber nachgedacht haben, ihn als gerade erst zum Ministerpräsidenten berufenen Regierungschef wieder zu entlassen. Wie der Historiker Christoph Nonn meint, stand Bismarck tatsächlich kurz davor, mit der kürzesten Ministerpräsidentschaft in die preußische Geschichte einzugehen. Dem widerspricht Robert-Tarek Fischer. Wilhelm I. hätte es sich nicht leisten können, Bismarck nach nur einer Woche im Amt abzuberufen. Dies „hätte kein gutes Licht auf seine Urteilsfähigkeit geworfen“. Wilhelm hielt sich zu diesem Zeitpunkt bei seiner Gemahlin in Baden-Baden auf. Augusta verurteilte nach wie vor Bismarcks Ernennung und warnte den König vor einer baldigen Revolution, sollte Bismarck im Amt bleiben. Sie erinnerte Wilhelm auch an ihre Begegnung mit Bismarck vom 23. März 1848.
Um angesichts der öffentlichen Stimmung seinen Einfluss auf den König sicherzustellen, sah sich Bismarck veranlasst, dem König, der am 4. Oktober 1862 aus Baden-Baden nach Berlin zurückkehrte, bis Jüterbog entgegenzureisen. Mit Hinweis auf die unbeugsame Haltung, die Karl I. von England im 17. Jahrhundert gegenüber dem Parlament eingenommen hatte, konnte Bismarck Wilhelm I. davon überzeugen, den Konflikt mit dem Parlament bis zum Verfassungsbruch gemeinsam fortzuführen.
Schließlich gab Bismarck den Verständigungsversuch mit dem Parlament auf. Stattdessen ließ er Steuern ohne Bewilligung durch das Abgeordnetenhaus eintreiben und politisch als unzuverlässig geltende Beamte mit Versetzung und Entlassung bedrohen. Auf diese Weise konnte er politische Rivalen um die Gunst des Königs ausstechen und seine Position festigen. Gleichzeitig sollten seine repressiven Maßnahmen den Protestwillen des Abgeordnetenhauses überwinden. Ein Ende der preußischen Verfassungskrise führten allerdings erst Bismarcks außenpolitische Erfolge im Deutsch-Dänischen Krieg 1864 und im Deutschen Krieg 1866 herbei. Mit dem sogenannten Indemnitätsgesetz legalisierte das Abgeordnetenhaus im Nachhinein die verfassungswidrige Führung des Staatshaushaltes.

## Berufung Bismarcks als politischer Wendepunkt

### Mögliche Verhinderung eines Thronwechsels
Mit Bismarcks Berufung zum preußischen Ministerpräsidenten geht in der Forschung die Diskussion einher, ob sein Regierungseintreten einen Thronwechsel und damit verbunden eine Liberalisierung Preußens verhinderte. Der US-amerikanische Historiker Otto Pflanze meinte, dass Wilhelm I. seit den Rücktritten mehrerer seiner Minister Mitte September 1862 auf Bismarck „angewiesen“ gewesen sei. Die in den Raum gestellte Abdankung des Monarchen habe zwar zunächst nur den Zweck erfüllen sollen, bei den an Rücktritt denkenden Ministern Solidarität zu erzeugen und sie im Kabinett zu halten. Der König sei jedoch tatsächlich dazu bereit gewesen, seinem Sohn die Krone zu überlassen, wenn er keinen Ministerpräsidenten gefunden hätte, der auch gegen das Parlament regieren wollte. Im Falle einer solchen Abdankung hielt es Pflanze für nicht unwahrscheinlich, dass das Parlament langfristig gesehen unter Friedrich Wilhelm eine ebenso starke Stellung erlangt hätte wie in England, Frankreich, Italien und den Niederlanden. Eine solche Entwicklung sei hauptsächlich durch „das politische Talent Bismarcks“ und die lange Regierungszeit Wilhelms I. verhindert worden. Dem widerspricht Christoph Nonn. Er hält eine mögliche Abdankung Wilhelms I. für „nicht sehr plausibel“. Tatsächlich standen seiner Einschätzung nach dem König noch zwei Alternativen zu Bismarck zur Verfügung. Auch im Fall einer Abdankung Wilhelms I. wäre aber, so Nonn, kaum mit einem Parlamentarisierungsschub nach englischem Vorbild zu rechnen gewesen. Solche Interpretationen der Liberalität des Kronprinzen seien eine nachträgliche Verklärung, die sich nur habe halten können, da Friedrich Wilhelms spätere eigene Regierungszeit lediglich 99 Tage dauerte. Dass ohne Bismarcks Ministerpräsidentschaft tatsächlich die liberalen Kräfte im preußischen Verfassungskonflikt die Oberhand gewonnen hätten, hält auch Eberhard Kolb für unwahrscheinlich. Er argumentiert, dass Wilhelm I. „nicht wirklich zur Abdankung entschlossen“ gewesen sei und „noch genügend Mittel zur Verfügung“ gehabt hätte, um in dem Heereskonflikt kurzfristig nicht nachgeben zu müssen. Jan Markert stützt diese Annahme durch die Korrespondenz Wilhelms mit seiner Frau: In einem Schreiben vom 20. September 1862 setzte Wilhelm Augusta darüber in Kenntnis, nicht wirklich über eine Abdankung nachzudenken. Er „werde  bis  ans  Äußerste  gehen, ehe [er] diesen Schritt thue, dessen ungeheure Portée [er] völlig u[nd] vollständig erkenne“. Demnach habe Wilhelm zum zweiten Mal Druck auf seine Regierung ausüben wollen. Die Minister hatten sich zuvor zu Wilhelms Missfallen kompromissbereit gegenüber dem Parlament gezeigt.
Der australische Historiker Christopher Clark wiederum interpretiert Bismarcks Ernennung als „letzte[n] Ausweg“ für den König. Der Monarch habe „eher zum freiwilligen Rücktritt als zur Rückkehr zum Absolutismus geneigt“. Die Thronbesteigung des als liberal geltenden Kronprinzen sei zu diesem Zeitpunkt lediglich nicht zustande gekommen, da „Roon den König überzeugt [habe], davon Abstand zu nehmen“. Eine weniger eindeutige Position vertrat Ilja Mieck. Er meinte zwar einerseits, dass eine liberale Wende 1862 kaum zu erwarten gewesen sei. Strukturelle Bedingungen wie beispielsweise die starke Position des Landadels hätten einem radikalen politischen Richtungswechsel entgegengestanden. Auch sei der preußische Kronprinz keineswegs bereit gewesen, ein „demokratisches Parteienregiment“ zu installieren. Andererseits schloss Mieck aber nicht aus, dass sich Preußen langfristig unter Friedrich Wilhelm hätte demokratisieren können.

### Bedeutung von Bismarcks Wirken in der Innenpolitik
Hans-Ulrich Wehler meinte, dass 1862 im preußischen Verfassungskonflikt ein „Sieg der Parlamentsmajorität nicht unmöglich“ gewesen sei. Preußen habe vor der Weggabelung „parlamentarische Monarchie [oder] Quasi-Diktatur“ gestanden. Letztlich sei die Chance einer Parlamentarisierung verpasst worden, da die konservative Militärpartei Preußens die Berufung Bismarcks habe durchsetzen können. Der Ausgang dieser „Machtprobe zwischen bürgerlichem Parlamentarismus und autoritären Militärstaat“ habe, so Wehler, die „politische Ohnmacht des Bürgertums bis 1918“ zementiert. Zu einer ähnlichen Bewertung gelangt auch der deutsche Historiker Frank-Lothar Kroll. Bismarck als Ministerpräsident habe wesentlich dazu beigetragen, dass sich in dem preußischen Verfassungskonflikt 1866 die Krone gegen das Parlament durchsetzen konnte. Aus Sicht von Thomas Nipperdey habe 1862 „eigentlich nur noch ein einziger Mann, Bismarck, die überlieferte Position der Monarchie ungebrochen halten und retten können“. Bismarcks Berufung sei daher eine „tragische Weichenstellung“ für den Liberalismus in Deutschland gewesen. Laut Nipperdey wurde zwar 1862 nicht die monarchische und militärische Grundordnung an sich in Frage gestellt, aber es hätte die Möglichkeit einer leichten Abschwächung der gesellschaftlichen Sonderposition des Militärs und einer Stärkung des Parlamentes bestanden. Diese Option habe sich auch deshalb nicht durchgesetzt, da nicht vorhersehbar war, dass Wilhelm I. noch mehr als zwei Jahrzehnte auf dem Thron sitzen würde. Clark sieht in der Ernennung Bismarcks einen Einschnitt für die Machtverhältnisse am preußischen Hof. Ihm zufolge konkurrierten seit 1848 zwei politische Fraktionen um die Gunst der preußischen Monarchen. Die sogenannte Russlandfraktion wollte eine außenpolitische Anlehnung an Russland, einen antiliberalen Kurs und eine protestantisch-dogmatische Religionspolitik verwirklichen. Ihre Gegenspieler in der Umgebung des Kronprinzenpaares plädierten dagegen für eine Annäherung an Großbritannien und eine liberalere Politikrichtung. Friedrich Wilhelm IV. und dann zunächst auch Wilhelm hätten zwischen diesen beiden Fraktionen geschwankt. Durch die Eskalation des Verfassungskonfliktes 1862 und Bismarcks Wirken habe sich das „russische Lager“ schließlich durchsetzen können.

### Bedeutung von Bismarcks Wirken in der Außenpolitik
Lothar Gall sieht den Tag der Ernennung Bismarcks als ein „welthistorisches Datum“ an. Sie sei die Basis für die „tiefgreifende Veränderung der inneren und äußeren Landkarte Mitteleuropas“ gewesen. Bismarcks Wirken habe in den folgenden Jahren „Preußen, Deutschland und Europa“ bedeutend verändert. Gleichzeitig betont Gall, dass die Berufung Bismarcks nur aus der historischen Rückschau eine Zäsur darstellt. Der Moment selbst habe die weitere Entwicklung noch nicht oder kaum besiegeln können. Aus Sicht von Gregor Schöllgen begünstigte die Ernennung von Bismarck zum Minister der auswärtigen Angelegenheiten den nationalen Einigungsprozess in Deutschland. Schließlich kannte Bismarck als preußischer Botschafter beim Deutschen Bundestag in Frankfurt am Main, in Sankt Petersburg und in Paris die genauen außenpolitischen Konstellationen. Ilja Mieck verwies hingegen darauf, dass die „Entscheidung von 1862“ die Möglichkeit eines außenpolitischen Bündnisses Preußens mit Großbritannien verbaute. Ein parlamentarisch dominiertes Preußen wäre Mieck zufolge dagegen attraktiv für London gewesen. So gesehen habe die „preußische/deutsche Westeuropa-Politik […] Jahrzehnte später in einem Desaster enden“ können. Christoph Nonn ist der Ansicht, die außenpolitische Bedeutung Bismarcks müsse relativiert werden. Den Deutschen Krieg von 1866 gegen Österreich habe Preußen „nicht wegen, sondern trotz der politischen Vorbereitung durch ihn gewonnen“. Einen nennenswert anderen Verlauf der deutschen Geschichte hätte es auch ohne Bismarcks Wirken nicht gegeben.